# Dominique Venner
Dominique Venner (Parigi, 16 aprile 1935 – Parigi, 21 maggio 2013) è stato un saggista, storico e militare francese.
Morì suicida nella cattedrale di Notre-Dame nel 2013.

## Biografia

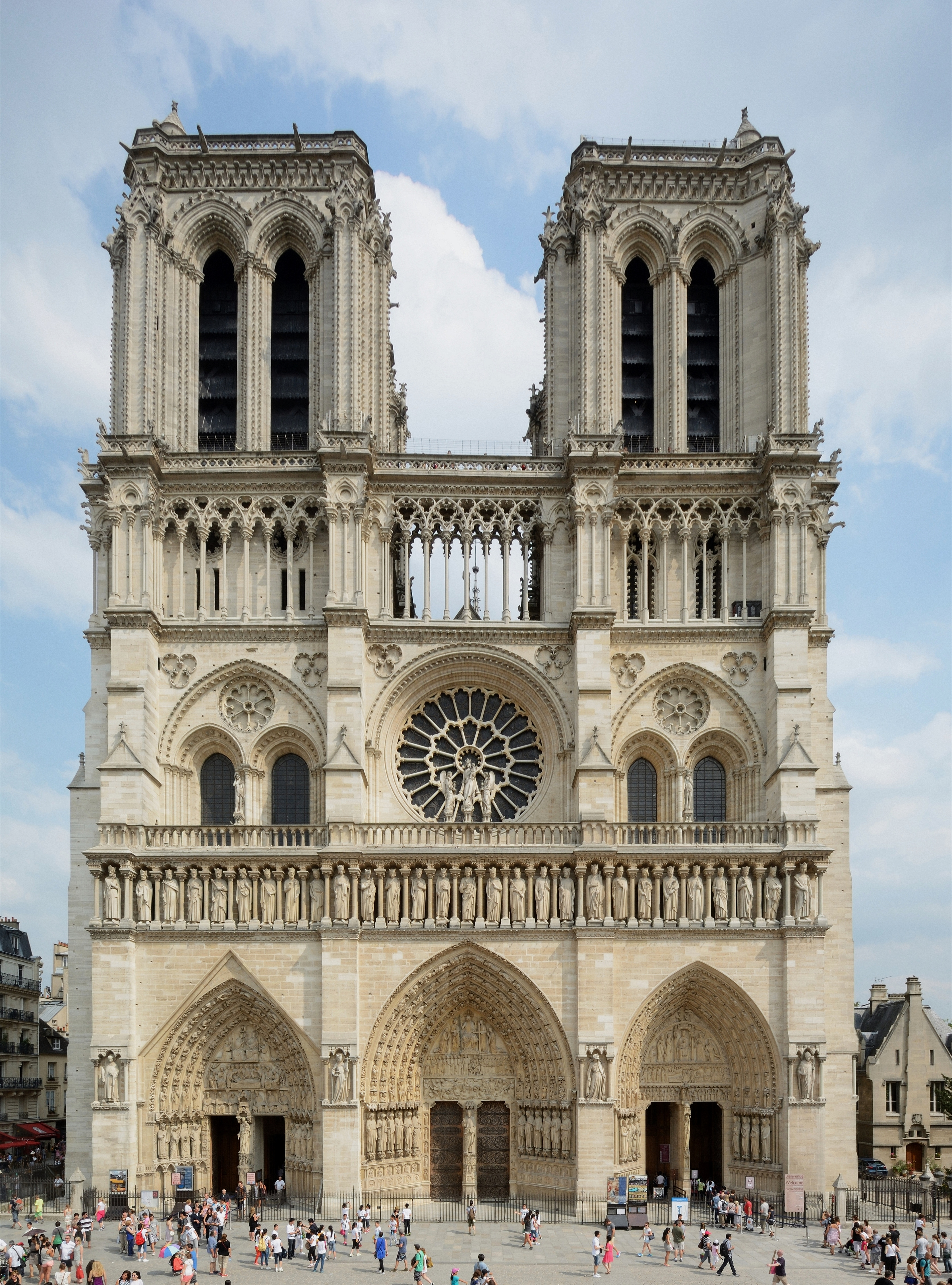
La cattedrale di Notre-Dame, dove Dominique Venner si tolse la vita

All'età di 18 anni si arruolò volontario nell'esercito francese; servì poi come paracadutista in Algeria durante gli anni della guerra d'Algeria.
Fu militante della Jeune Nation e dell'Organisation armée secrète (OAS) negli anni cinquanta; fondatore del gruppo Europe-Action negli anni sessanta; membro, nel 1968, dei «Groupes de recherches et d'études pour la civilisation européenne»; e creatore nello stesso anno dell'Istituto di studi occidentale (IEO). 
Dedicatosi alla storiografia, vinse nel 1981 un premio dell'Académie française con un saggio sulla guerra civile russa che fece seguito alla Rivoluzione d'ottobre.

### Il suicidio
Venner si tolse la vita nella cattedrale di Notre-Dame il 21 maggio 2013, con un colpo di pistola alla tempia, in segno di protesta contro la progressiva scomparsa dei valori tradizionali di matrice europea. L'episodio dell'immolazione non sarebbe però dovuto esclusivamente all'introduzione nell'ordinamento francese del matrimonio omosessuale, come inizialmente ipotizzato. Nel biglietto d'addio Venner, forte critico dell'islamizzazione della Francia, citava anche la teoria della sostituzione etnica dei popoli europei tramite l'immigrazione.
(Dominique Venner)
Attivisti pro-life cattolici come Virginie Merle (nota come Frigide Barjot) hanno deplorato il suicidio di Venner dal punto di vista religioso e morale, mentre la leader del Front National Marine Le Pen lo definì un "gesto eminentemente politico" di un uomo che cercava di "risvegliare" i suoi connazionali.
Secondo fonti investigative, lo studioso soffriva da tempo di una "malattia dolorosa" non meglio specificata.
Venner lasciò cinque figli.

## Pensiero
Esponente della Nouvelle droite francese, dopo aver diretto la rivista Enquête sur l'histoire, fondò nel 2002 la rivista bimestrale di storia La Nouvelle Revue d'Histoire, di cui tenne la direzione fino alla morte, nel 2013. Venner si identificava nel paganesimo, anche se non era anti-cristiano, e credeva nel nazionalismo europeo.

## Opere

### Opere in francese
- Guide de la politique, Balland, Paris, 1972, 447 p. + 12 p. [pas d'ISBN]
- Baltikum: dans le Reich de la défaite, le combat des corps-francs, 1918-1923, Robert Laffont, coll. " L'Histoire que nous vivons ", Paris, 1974, 365 p. + 16 p. [pas d'ISBN]
- Le Blanc Soleil des vaincus: l'épopée sudiste et la guerre de Sécession, 1607-1865, La Table ronde, Paris, 1975, 300 p. [pas d'ISBN]
- Westerling: guérilla story, Hachette, coll. " Les Grands aventuriers ", Paris, 1977, 319 p. ISBN 2-01-002908-9.
- Les Corps-francs allemands de la Baltique: la naissance du nazisme, Le Livre de poche, nº 5136, Paris, 1978, 508 p. ISBN 2-253-01992-5.
- Dominique Venner, Thomas Schreiber et Jérôme Brisset, Grandes énigmes de notre temps, Famot, Genève, 1978, 248 p. + 24 p. [pas d'ISBN]
- Histoire de l'Armée rouge. Tome 1: La Révolution et la guerre civile: 1917-1924, Plon, Paris, 1981, 301 p. + 16 p. ISBN 2-259-00717-1.
- Treize meurtres exemplaires: terreur et crimes politiques au XXe siècle, Plon, Paris, 1988, 299 p. ISBN 2-259-01858-0.
- L'Assassin du président Kennedy, Perrin, coll. "Vérités et légendes", Paris, 1989, 196 p. + 8 p. ISBN 2-262-00646-6.
- Le Cœur rebelle, Les Belles-Lettres, Paris, 1994, 201 p. ISBN 2-251-44032-1.
- Gettysburg, Éd. du Rocher, Monaco et Paris, 1995, 321 p. ISBN 2-268-01910-1.
- Histoire critique de la Résistance, Pygmalion, Collection rouge et blanche, Paris, 1995, 500 p. ISBN 2-85704-444-5.
- Histoire d'un fascisme allemand: les corps-francs du Baltikum et la révolution (sous-titré du Reich de la défaite à la nuit des longs couteaux 1918-1934), Pygmalion, Collection rouge et blanche, Paris, 1996, 380 p. + 16 p. ISBN 2-85704-479-8.
- Les Blancs et les Rouges: histoire de la guerre civile russe, 1917-1921, Pygmalion, Collection rouge et blanche, Paris, 1997, 396 p. + 16 p. ISBN 2-85704-518-2.
- Histoire de la Collaboration (suivi des dictionnaires des acteurs, partis et journaux), Pygmalion, Paris, 2000, 766 p. ISBN 2-85704-642-1.
- Histoire du terrorisme, Pygmalion et Gérard Watelet, Paris, 2002, 248 p. ISBN 2-85704-749-5.
- Histoire et tradition des Européens: 30 000 ans d'identité, Éd. du Rocher, Monaco et Paris, 2002, 273 p. ISBN 2-268-04162-X.
- De Gaulle: la grandeur et le néant: essai, Éd. du Rocher, Monaco et Paris, 2004, 304 p. ISBN 2-268-05202-8.
- Le Siècle de 1914. Utopies, guerres et révolutions en Europe au XXe siècle, Pygmalion, Paris, 21 aprile 2006, 408 p. ISBN 2-85704-832-7.

### Opere in italiano
- Dominique Venner, Un certo signor... Colt, Roma, Silva & Ciarrapico Editori, 1973.
- Dominique Venner, Baltikum. Storia dei «Corpi Franchi» nella Germania del primo dopoguerra, Roma, Ciarrapico, 1978.
- Dominique Venner, Il bianco sole dei vinti, Napoli, Akropolis, 1980.
- Dominique Venner, Un Samurai d'Occidente, a cura di A. Lombardi, A. Scianca, collana Disenciclopedia, traduzione di V. Ferretti, R. Bisso, Roma, Settimo Sigillo, 15 luglio 2016, ISBN 8861481779.
- Dominique Venner, Il secolo del 1914. Utopie, guerre e rivoluzioni nell'Europa del XX secolo, collana Controcorrente, traduzione di G. Giaccio, Napoli, Controcorrente, 1º novembre 2017  [21 aprile 2006], ISBN 8898000227.
- Dominique Venner, Per una critica positiva. Scritti di lotta per i militanti, collana Agoghè, Passaggio al Bosco, 2 ottobre 2018, ISBN 8885574122.
- Dominique Venner, Storia dei Freikorps (edizione riveduta, corretta e ampliata con appendici e nuove fotografie e mappe del libro Baltikum), Genova, ITALIA Storica, 2019, ISBN 9788894414776.
- Dominique Venner, Storia e tradizione degli europei. 30.000 anni d'identità, a cura di Manlio Triggiani, collana Histroriae, traduzione di Gaetano Marabello, illustrazioni di Carlo Fusca, Bari, L'Arco e la Corte, 14 dicembre 2019  [febbraio 2002], ISBN 8894398366.